# Ciluar
Ciluar is een bestuurslaag in het regentschap Kota Bogor van de provincie West-Java, Indonesië. Ciluar telt 14.656 inwoners (volkstelling 2010).